# Tvihøgda
Die Tvihøgda (norwegisch für Zwei Höhen; russisch Гора Грибоедова Gora Gribojedowa) sind ein Berg mit zwei Gipfeln in der Sør Rondane des ostantarktischen Königin-Maud-Lands. Er ragt südlich des Dufekfjellet auf.
Wissenschaftler des Norwegischen Polarinstituts benannten ihn 1988. Russische Wissenschaftler benannten ihn dagegen nach dem russischen Dramatiker Alexander Sergejewitsch Gribojedow (1795–1829).